# Nummulitella
Nummulitella es un género de foraminífero bentónico de la familia Nummulitidae, de la superfamilia Nummulitoidea, del suborden Rotaliina y del orden Rotaliida. Su especie tipo es Nummulitella polystylata. Su rango cronoestratigráfico abarca el Kaiatiense (Eoceno superior).

## Clasificación
Nummulitella incluye a la siguiente especie:
- Nummulitella polystylata